# Blythia
Blythia is een geslacht van slangen uit de familie toornslangachtigen en de onderfamilie waterslangen (Natricinae).

## Naam en indeling
De wetenschappelijke naam van de groep werd voor het eerst voorgesteld door Edward Blyth in 1855. Er zijn twee soorten, inclusief de pas in 2017 beschreven soort Blythia hmuifang.
De wetenschappelijke geslachtsnaam Blythia is een eerbetoon aan de Britse zoöloog Edward Blyth (1810 – 1873).

## Verspreidingsgebied
De soorten komen voor in delen van Azië en leven in de landen India, Myanmar en China.

## Beschermingsstatus
Door de internationale natuurbeschermingsorganisatie IUCN is aan een soort een beschermingsstatus toegewezen. Blythia reticulata wordt beschouwd als 'onzeker' (Data Deficient of DD).

## Soorten
Het geslacht omvat de volgende soorten, met de auteur en het verspreidingsgebied.
| Naam               | Auteur                                 | Verspreidingsgebied   |
| ------------------ | -------------------------------------- | --------------------- |
| Blythia hmuifang   | Vogel, Lalremsanga & Vanlalhrima, 2017 | India                 |
| Blythia reticulata | Blyth, 1855                            | India, Myanmar, China |